# Myrmica myrmicoxena
Myrmica myrmicoxena är en myrart som beskrevs av Auguste-Henri Forel 1895. Myrmica myrmicoxena ingår i släktet rödmyror, och familjen myror. IUCN kategoriserar arten globalt som sårbar. Inga underarter finns listade i Catalogue of Life.